# 潤恩 (阿拉巴馬州)
潤恩（英語：Wren）是一個位於美國阿拉巴馬州勞倫斯縣的非建制地區。該地的面積和人口皆未知。

## 地理
潤恩的座標為34°26′03″N 87°17′37″W / 34.43417°N 87.29361°W，而該地的平均海拔高度為204米（即669英尺）。